# Црква Светог Николе у Улцињу
Црква Светог Николе у Улцињу је православна црква, изграђена 1890 под наредбом књаза Николе Петровића са великим засадом Маслина.

## Историја
Налази се у дијелу града Метеризи, поред тврђаве - Старог града. Порта храма је пространа, са доста стабала стољетних маслина. Према историјским документима, на мјесту цркве се у 15. вијеку налазио православни манастир Светог архангела Михаила. Касније, око 1670., након Кандијског рата, на мјесту манастирске цркве је изграђена џамија, код сјеверног улаза у Стари град. Била је позната као џамија у Вароши, односоно Подграду. Када је црногорска војска ослободила Улцињ од турског окупатора, била је у трошном стању. На њеним темељима је књаз Никола Петровић 1890. дао изградити нову цркву, посвећену Светом Николи, у славу Божију и у спомен погинулих војника 1878. у ослобођењу града. У порти цркве су гробови војводе и гувернера приморске области Симе Поповића, стари гроб избјеглог сарајевског митрополита Саве Косановића и проте Јована И. Вујановића.
Храм је бијеле фасаде са високим звоником на западном дијелу храма. Живописан је и има куполу. На источном дијелу има пространу полукружну олтарску апсиду, а са сјеверне и јужне стране су двије пјевнике апсиде. На фасади је са спољашње стране мозаик са ликом Светог Николе и двије спомен плоче. Једна је о градњи храма од књаза Николе, а друга са именима погинулих црногорских јунака, који су ослободили град. Преко пута црквене порте, ближе мору и тврђави је православно гробље.

## Галерија
- Порта са стољетним стаблима маслина
- Живопис са ликом српског краља Јована Владимира[4][5]
- Гроб Симе Поповића
- Стари гроб митрополита Саве Косановића (нови је од 2013. у Никшићу)